# ホワルダイト

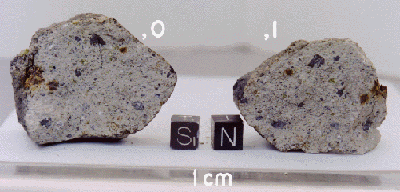
南極で発見された直径5cmのホワルダイトQUE94200

ホワルダイト(Howardite)は、石質隕石であるエイコンドライトの分類の1つである。小惑星ベスタの地表面に由来し、HED隕石と同じ起源を持つ。およそ200個が知られている。ハワーダイトとも呼ばれる。

## 特徴
炭素質のコンドルールや衝突溶融が見られるものの、大部分がユークライトとダイオジェナイトの破片から構成されるレゴリス角礫岩である。衝突噴出物が後に新しい衝突によって埋没し、上の層の重みにより石化作用を受けて形成されたものである。大気を持つ天体にはレゴリスが存在しないため、レゴリス角礫岩は地球では見られない。

## 命名
ホワルダイトは、隕石学のパイオニアであるエドワード・ハワードの名前に因んで命名された。
ホワルダイトとポリミクト・ユークライトの境界は、ダイオジェナイトに対するユークライトの比で9:1とされている。